# 馬諒
馬諒（1406年—1482年），字子谅，直隸和州人，軍籍。明朝政治人物。進士出身。

## 生平
宣德七年（1432年）應天府鄉試第九名。宣德八年（1433年）聯捷第二甲第六名進士，觀政戶部，授行在吏科給事中。正統九年（1444年），陞山東布政使左叅議。景泰二年（1451年），陞應天府尹。天順元年（1457年），陞南京戶部左侍郞。六月，丁母憂。庚辰，召至京，涖事户部。天順六年（1462年），復南京户部侍郎。七年上疏乞歸，致仕。成化十八年（1482年）卒。

## 家族
曾祖父馬信叔。祖父馬九思。父亲馬文進。